# Faray
Faray är en ö i Storbritannien.   Den ligger i kommunen Orkneyöarna och riksdelen Skottland, i den norra delen av landet, 900 km norr om huvudstaden London. Arean är 1,8 kvadratkilometer.
Terrängen på Faray är mycket platt. Öns högsta punkt är 30 meter över havet. Den sträcker sig 2,8 kilometer i nord-sydlig riktning, och 1,0 kilometer i öst-västlig riktning.  I omgivningarna runt Faray växer i huvudsak blandskog.